# Lábio
Os lábios (superior e inferior) ou beiços são as bordas de mucosa que revestem a boca humana. São uma semimucosa. 
Sua cor, largura e formato variam de acordo com a etnia e as características genéticas particulares herdadas dos ancestrais. Pessoas negras tendem a ter lábios mais grossos e largos do que as pessoas brancas. Algumas tribos da África sub-saariana e das Américas furam os lábios inferiores para introduzir uma argola. Esse costume é tido como algo de muito valor estético, um adorno para embelezamento. Em muitas dessas tribos, as mulheres sem argolas são preteridas às que as possuem. A perfuração do lábio se dá geralmente por volta no fim da infância.
Lábio também pode ser a borda de objetos como xícaras e vasos.

## Zoologia

### Aranhas
Os lábios são o esclerito mediano situado entre os palpos.

### Vermes nematódeos
Os lábios são os lobos dotados de órgãos sensoriais, que margeiam a boca.

### Gastrópodes
Os lábios são a margem da abertura da concha dos moluscos gastrópodes.

## Botânica
Os lábios são cada uma das duas partes principais em que se divide a corola simpétala de certas flores.

## Histologia
O lábio humano é composto por uma parte externa, essa parte onde pode haver pêlos (barba e bigode),uma parte rosada e uma parte interna. 
Parte externa do lábio: 
- Folículo piloso
- Glândula sebácea
- Glândula sudorípara
- Mucosa com queratina (epitélio característico de pele)
- Conjuntivo denso

Parte interna do lábio:
- Mucosa bem alta sem queratina
- Glândula salivar labial

Em toda a boca existem glândulas salivares (na língua, no lábio). A boca tem que estar sempre úmida e não conseguiria ficar úmida se só existissem as principais glândulas salivares grandes (parótida,sublingual e submandibular).
Toda a mucosa é rica em glândulas salivares. Nessas glândulas, há produção de anticorpos, linfócitos, saliva, e vários produtos que servem como um processo de defesa orgânica. 
Dentro do lábio existe uma parte que funciona como esqueleto do lábio, dando resistência ao lábio, que é o músculo esquelético.
A parte externa do lábio segue-se a uma zona rosada e esta a parte interna do lábio. 
A parte externa do lábio tem que ter um conjuntivo denso. O conjuntivo da parte interna do lábio é o conjuntivo mais frouxo dessa estrutura labial com três regiões. A parte interna tem mais conjuntivo frouxo e a parte externa é mais resistente e portanto tem mais conjuntivo denso.
O epitélio mais alto da parte interna do lábio pode ter queratina em roedores e outros animais, mas não em humanos.